# Milwaukee Mustangs
I Milwaukee Mustangs erano una squadra della Arena Football League con sede a Milwaukee, Wisconsin. La squadra disputava le sue partite al Bradley Center.

## Storia
La squadra iniziò a giocare nel 2009 con il nome di Milwaukee Iron nella af2, la lega di sviluppo della AFL. La franchigia si unì alla AFL dopo la ristrutturazione della lega nel 2010, vincendo subito la propria division e qualificandosi per la prima volta nella sua storia ai playoff. Nel primo turno eliminò i Chicago Rush, mentre nella finale di conference fu eliminata dagli Spokane Shock. Il 27 gennaio 2011, la squadra cambiò ufficialmente il proprio nome in Mustangs, lo stesso di una squadra che aveva giocato nella AFL dal 1994 al 2001.

## Stagioni
| Vittoria dell'ArenaBowl | Partecipazione all'ArenaBowl | Campioni della division | Qualificazione per i playoff |

| Stagione           | Lega   | Conference | Division | Stag. regolare | Stag. regolare | Stag. regolare | Playoff                                                                         |                               |
| Stagione           | Lega   | Conference | Division | Pos.           | V              | S              | Playoff                                                                         |                               |
| ------------------ | ------ | ---------- | -------- | -------------- | -------------- | -------------- | ------------------------------------------------------------------------------- | ----------------------------- |
| Milwaukee Iron     |        |            |          |                |                |                |                                                                                 |                               |
| 2009               | af2    | American   | Midwest  | 5a             | 5              | 11             |                                                                                 |                               |
| 2010               | AFL    | National   | Midwest  | 1a             | 11             | 5              | Vinto Semif. Conference (Chicago) 64–54 Perso Finale Conference (Spokane) 57–60 |                               |
| Milwaukee Mustangs |        |            |          |                |                |                |                                                                                 |                               |
| 2011               | AFL    | American   | East     | 3a             | 7              | 11             |                                                                                 |                               |
| 2012               | AFL    | American   | East     | 3a             | 5              | 13             |                                                                                 |                               |
| Totale             | Totale | Totale     | Totale   | Totale         | 28             | 40             | (solo stagione regolare)                                                        | (solo stagione regolare)      |
| Totale             | Totale | Totale     | Totale   | Totale         | 1              | 1              | (solo playoff)                                                                  | (solo playoff)                |
| Totale             | Totale | Totale     | Totale   | Totale         | 29             | 41             | (stagione regolare e playoff)                                                   | (stagione regolare e playoff) |